# Bruno Varela
Bruno Miguel Semedo Varela (Lisboa, Portugal, 11 de noviembre de 1994), más conocido como Bruno Varela, es un futbolista caboverdiano. Juega de portero y su equipo es el Vitória S. C. de la Primeira Liga de Portugal.

## Carrera profesional

### Benfica
Nacido en Lisboa y de ascendencia caboverdiana, Varela se unió al sistema juvenil del club local SL Benfica a la edad de 11 años. El 22 de septiembre de 2012, cuando todavía era juvenil, hizo su debut profesional, apareciendo para las reservas en una victoria por 2-0 como visitante contra el CD Aves en la Segunda Liga. 
De 2013 a 2015, con el equipo aún en segunda división, Varela fue titular indiscutible. Su participación en el primer equipo consistió en nueve apariciones como suplente, la primera de las cuales tuvo lugar el 29 de agosto de 2011 en un partido de Primeira Liga contra el CD Nacional, con tan solo 16 años. 
El 29 de agosto de 2015, Varela fue cedido al Real Valladolid en un traspaso de una temporada. Eclipsado por el canterano del Athletic Bilbao Kepa Arrizabalaga, apareció en un solo partido oficial para los españoles durante su etapa, la derrota en casa por 1-3 en Segunda División ante el RCD Mallorca en la última jornada. 

### Victoria Setúbal
El 2 de julio de 2016, Varela dejó el Benfica y firmó con el Vitória FC, otro equipo de primera división, hasta junio de 2021. Hizo su debut en la competición el 21 de agosto a su regreso al Estádio da Luz, un empate 1-1 contra los actuales campeones. 

### Regreso al Benfica
En julio de 2017, Varela acordó su regreso al Benfica por una tarifa de alrededor de 100.000 €. Hizo su debut competitivo el 5 de agosto, comenzando en la victoria por 3-1 sobre el Vitória SC en la Supertaça Cândido de Oliveira. Su primera aparición en la UEFA Champions League tuvo lugar el 12 de septiembre, en una derrota en casa por 1-2 en la fase de grupos ante el PFC CSKA Moscú. 
El 16 de septiembre de 2017, Varela cometió un error que resultó en una derrota a domicilio por 2-1 contra el Boavista FC. El entrenador Rui Vitória lo consideró rápidamente excedente, y el club adquirió a Mile Svilar y Odisseas Vlachodimos en las semanas siguientes; sin embargo, después de que el primero enfermará de gripe y el segundo recién estuviera previsto que llegará en enero, fue nombrado titular nuevamente, recibiendo notablemente los elogios al Jugador del Partido en un empate 0-0 a domicilio con el FC Porto. 
El 26 de enero de 2019, sin una sola aparición competitiva, Varela fue cedido al club holandés Eredivisie AFC Ajax hasta el final de la temporada, con opción de compra. El 24 de junio, el traspaso se extendió por un año más. 
Principalmente un jugador de reserva durante su mandato en Ámsterdam, Varela hizo su debut competitivo para el Ajax el 22 de enero de 2020 en la demolición en casa por 7-0 del SV Spakenburg en los octavos de final de la Copa KNVB. Su primer partido de liga ocurrió cuatro días después, en una derrota fuera de casa por 2-1 contra el FC Groningen. 

### Vitória Guimarães
El 19 de agosto de 2020, Varela regresó a Portugal y se unió al Vitória SC con un contrato de cuatro años.  Se perdió el inicio de su segunda temporada debido a una rotura en el muslo derecho, durante la cual Matouš Trmal tuvo una etapa en el equipo. En mayo de 2023, firmó un nuevo contrato hasta 2026. 

## Clubes
| Club                           | País         | Año       |
| ------------------------------ | ------------ | --------- |
| S. L. Benfica "B"              | Portugal     | 2012-2016 |
| Real Valladolid C. F. (cedido) | España       | 2015-2016 |
| Vitória F. C.                  | Portugal     | 2016-2017 |
| S. L. Benfica                  | Portugal     | 2017-2020 |
| A. F. C. Ajax (cedido)         | Países Bajos | 2019-2020 |
| Vitória S. C.                  | Portugal     | 2020-     |

## Palmarés

### Títulos nacionales
| Título                        | Club          | País         | Año  |
| ----------------------------- | ------------- | ------------ | ---- |
| Supercopa de Portugal         | S. L. Benfica | Portugal     | 2017 |
| Copa de los Países Bajos      | A. F. C. Ajax | Países Bajos | 2019 |
| Eredivisie                    | A. F. C. Ajax | Países Bajos | 2019 |
| Supercopa de los Países Bajos | A. F. C. Ajax | Países Bajos | 2019 |